# Língua hän
A língua hän é uma língua nativa americana ameaçada de extinção falada em apenas dois lugares: Eagle (Alasca) e Dawson City (Yukon). Há poucos falantes fluentes restantes (talvez apenas 10), todos eles idosos.
O hän é um membro da família atabascana, que é parte de um grupo maior, o na-dene. O nome dessa língua é derivado do nome desse povo, "Hän Hwëch'in", que nessa língua significa "povo que vive ao longo do rio", sendo esse rio o Yukon. Esforços tem sido feitos para reviver a língua localmente.

## Fonologia

### Consoantes
As consoantes do hän na ortografia padronizada são listadas abaixo (com a notação do IPA entre chaves):
|             |                   | Bilabial | Interdental | Alveolar | Lateral   | Postalveolar | Retroflexa | Velar   | Glotal |
| ----------- | ----------------- | -------- | ----------- | -------- | --------- | ------------ | ---------- | ------- | ------ |
| Parada      | muda              | b [p]    |             | d [t]    |           |              | dr [ʈ]     | g [k]   | ’ [ʔ]  |
| Parada      | aspirada          | (p) [pʰ] |             | t [tʰ]   |           |              | tr [ʈʰ]    | k [kʰ]  |        |
| Parada      | ejetiva           |          |             | t’ [tʼ]  |           |              | tr’ [ʈʼ]   | k’ [kʼ] |        |
| Africada    | muda              |          | ddh [tθ]    | dz [ʦ]   | dl [tɬ]   | dj [ʧ]       |            |         |        |
| Africada    | aspirada          |          | tth [tθʰ]   | ts [ʦʰ]  | tl [tɬʰ]  | ch [ʧʰ]      |            |         |        |
| Africada    | ejetiva           |          | tth’ [tθʼ]  | ts’ [ʦʼ] | tl’ [tɬʼ] | ch’ [ʧʼ]     |            |         |        |
| Fricativa   | expressa          |          | dh [ð]      | z [z]    |           | zh [ʒ]       | zr [ʐ]     | gh [ɣ]  |        |
| Fricativa   | muda              |          | th [θ]      | s [s]    | ł [ɬ]     | sh [ʃ]       | sr [ʂ]     | kh [x]  | h [h]  |
| Nasal       | expressa          | m [m]    |             | n [n]    |           |              |            |         |        |
| Nasal       | muda              |          |             | nh [n̥]   |           |              |            |         |        |
| Nasal       | parada expressa   | mb [mb]  |             | nd [ⁿd]  |           |              |            |         |        |
| Nasal       | africada expressa |          |             |          |           | nj [ⁿʤ]      |            |         |        |
| Aproximante | expressa          | w [w]    |             |          | l [l]     | y [j]        | r [ɻ]      |         |        |
| Aproximante | muda              | wh [ʍ]   |             |          |           | yh [ȷ̊]       | rh [ɻ̥]     |         |        |

### Vogais
- curtas
  - a [a]
  - ä [ɑ]
  - e [e]
  - ë [ə]
  - i [i]
  - o [o]
  - u [u]

- longas
  - aa [aː]
  - ää [ɑː]
  - ee [eː]
  - ëë [əː]
  - ii [iː]
  - oo [oː]
  - uu [uː]

- ditongos
  - aw [au]
  - ay [ai]
  - äw [ɑu]
  - ew [eu]
  - ey [ei]
  - iw [iu]
  - oy [oi]

- vogais nasais são marcadas por um acento ogonek, e.x., ą
- O tom baixo é marcado por um acento grave, e.x., à
- O tom crescente é marcado por um acento circunflexo, e.x., â
- O tom decrescente é marcado por um caron (ou háček), e.x., ǎ
- O tom alto nunca é marcado, e.x., a